# Other Men's Shoes
Other Men's Shoes er en amerikansk stumfilm fra 1920 af Edgar Lewis.

## Medvirkende
- Crauford Kent som Stephen Browning
- Irene Boyle som Irene Manton
- Stephen Grattan som Dr. Manton
- Jean Armour som Marion Browning
- Harold Foshay som Jacob Dreener
- John P. Wade som Raphael Creeke
- Phil Sanford som Paget
- Bobby Connelly som 'Doady'